# Штарнберг (район)
Штарнберг (нім. Starnberg) — район у Німеччині, у складі округу Верхня Баварія федеральної землі Баварія. Адміністративний центр — місто Штарнберг.

## Населення
Населення району становить 136 610 осіб (станом на 31 грудня 2020).

## Адміністративний поділ
Район складається з одного міста (нім. Städte) та 13 громад (нім. Gemeinden):
| Міста 1. Штарнберг (23511) | Громади 1. Андекс (3739) 2. Берг (8371) 3. Веслінг (5510) 4. Вертзе (4962) 5. Гаутінг (20687) 6. Герршинг-ам-Аммерзе (10772) 7. Гільхінг (19061) 8. Зефельд (7468) 9. Іннінг-ам-Аммерзе (4849) 10. Крайллінг (7912) 11. Пеккінг (5587) 12. Тутцинг (9897) 13. Фельдафінг (4284) |

Дані про населення наведені станом на 31 грудня 2020.

## Міста-побратими
- Новий Тайбей, Тайвань[3]